# L.A. Raeven
Liesbeth und Angelique Raeven (L.A. Raeven) (* 1971 in Heerlen) sind zwei niederländische Zwillinge und Künstlerinnen, bekannt für Installationen und Performances.

## Leben
Sie stellen die Frage nach der Autonomie über den eigenen Körper. Sie thematisieren in ihrer Kunst ihre genetisch bedingt skeletthaft-dünne Erscheinung und wollen auf den Schlankheitswahn aufmerksam machen. Ihr direkter Bezug auf eine Krankheit in der Kunst ist umstritten. Sie haben u. a. mit Jean Paul Gaultier, Philip-Lorca diCorcia und Nan Goldin zusammengearbeitet und leben und arbeiten in Amsterdam.

## Ausstellungen in öffentlichen Sammlungen (Auswahl)
Das Künstlerduo hatte mehrere Ausstellungen in zeitgenössischen Museen, darunter:
- Bosnien und Herzegowina: ARS AEVI – Museum für zeitgenössische Kunst in Sarajevo
- Frankreich: Regionalfonds für zeitgenössische Kunst (französisch: Fonds régional d'art contemporain, FRAC), Dünkirchen
- Ungarn: Ludwig-Museum (Budapest), Budapest
- Niederlande: MMKA, Arnhem und  Fries Museum, Leeuwarden
- Österreich: museum in progress, Wien